# Джими Пейдж
Джеймс Патрик Пейдж (на английски: James Patrick Page), известен повече като Джими Пейдж (Jimmy Page) е британски рок-китарист, роден на 9 януари 1944 година в лондонското предградие Хестън, Мидълсекс. Пейдж е основател и неизменим член на популярната рок група Лед Зепелин, като преди това (периодът 1966 – 1968) се подвизава в групата-предшественик на Лед Зепелин – The Yardbirds. Определян е от мнозина фенове и критици като един от най-добрите и влиятелни китаристи в историята на рок музиката. Пейдж е и първият китарист, заедно с Джеф Бек, който налага и популяризира използването на дисторшън-ефекти към електрическата китара, което се превръща в основен белег на рока.

## Биография

### Ранни години
Джими Пейдж е роден в средностатистическо британско семейство. Баща му е индустриален мениджър, а майка му – медицинска сестра. През 1952 г. семейството се премества в Майлс Роуд, Епсъм. На 12 години Пейдж започва уроци по китара, повлиян от увлечението си по рокабили китаристите Скоти Муур и Джеймс Бъртън, и двамата участвали в записи на песни на Елвис Пресли. Парчето на Елвис „Baby, Let's Play House“ е и първото, което Пейдж свири на своятя първа китарата Gibson, втора употреба. Освен рокабили, малкият Пейдж се увлича и по акустичното фолк звучене на Берт Йенш и Джон Ренбърн и блуса на Елмър Джеймс и Б.Б.Кинг.
На 14-годишна възраст е първата му публична изява, когато взима учасие в конкурса на телевизионния канал ITV за млади таланти „Search for Stars“, който е излъчван пряко.
След като завършва училище, Пейдж се присъединява към своята първа група Red E Lewis and the Red Caps, а малко след това преминава към The Crusaders, с които изживява първите си турнета и се радва на първия сингъл с негово участие „The Road to Love“, издаден през 1962 година.
Следващата година Пейдж решава да се запише като студент в колежа по изкуство в Съри, Англия. В студентските си години не изоставя музиката като взима участие в много сценични изяви на групи като Cyril Davis All Stars, Alexis Korner's Blues Incorporated, както и няколко изпълнения съвместно с китаристите Джеф Бек и Ерик Клептън. Многобройните му изяви и неподправен талант предизвикват вниманието на звукозаписната компания Decca Records, която скоро сключва договор с Пейдж за редовни студийни участия. Първия си запис в компанията прави към песента на Джет Харис и Тони Механ „Diamonds“, която достига до номер едно в класацията за сингли на Великобритания през 1963.
В периода 1963 – 1966 Джими Пейдж участва в записите на множество групи и изпълнители, включително The Rolling Stones, The Who и The Kinks, като по неофициална статистика се появява в над 60% от студийните творби на рок изпълнителите в Англия.
През 1965 получава предложение да се включи в групата The Yardbirds, като замени напусналия китарист Ерик Клептън, но Пейдж отказва, като препоръчва приятеля си Джеф Бек. 1966, заедно с барабаниста на The Who Кейт Муун, басиста Джон Пол Джоунс, кийбордиста Ники Хопкинс и Джеф Бек, Джими Пейдж записва песента „Beck's Bolero“. Съвместната работа с тях му дава идея за създаването на група, като вместо Джон Пол Джоунс привика басиста Джон Ентуистъл, но липсата на добър вокалист го отказва. Междувременно Пейдж получава повторна покана да се приседини към The Yardbirds, която този път приема, като първоначално заема ролята на басист, но впоследствие Крис Дреха хваща баса и Пейдж става втори китарист заедно с Джеф Бек. Междуличностни конфликти стават причина за разделянето на повечето членове с групата през 1968, като остават само Пейдж и Дреха. Джими обаче желае групата да продължи съществуването си, като за целта започва да издирва нови членове. Двама от офертираните музиканти отказват, но единият от тях препоръчва младия неизвестен вокалист Робърт Плант, който е харесан и привлечен и на свой ред насочва Пейдж към барабаниста на предната си група Джон Бонъм. С привличането на басиста Джон Пол Джоунс, с когото Пейдж е работил и преди в The Yardbirds, съставът е попълнен и групата започва турне под името The New Yardbirds, като впоследствие е прекръстена на Led Zeppelin.
Събраният опит на Пейдж в студиото и на концерти в комбинация със самородния му талант са основните причини за големия успех на Лед Зепелин през 70-те години. Като китарист, композитор и продуцент на групата, той е един от основните фактори в развитието на рок музиката в този период. Неговите иновативни прийоми и техники на свирене се превръщат в прототип и образец за всички бъдещи рок групи. Китарните му сола вдъхновяват редица бъдещи големи китаристи, а солото в песента „Stairway to Heaven“ е определено от списанието „Guitar World Magazine“ за най-доброто китарно соло на всички времена.
След разпадането на Лед Зепелин Пейдж възнамерява да сформира супер група с бивши членове на Йес, наречена XYZ (eX-Yes-Zeppelin), но намерението му не се реализира. Въпреки това продължава изяви на сцената с различни групи и музиканти, а междувременно записва няколко странични проекта с бившия вокалист на Лед Зепелин Робърт Плант и съвместа продукция с вокалиста на Whitesnake Дейвид Ковърдейл, наречена Ковърдейл и Пейдж. 1985 основава групата The Firm заедно с вокалиста на Free и Bad Company Пол Роджърс, басиста Тони Франклин и бившият барабанист на Uriah Heep Крис Слейд. Групата издава два албума – „The Firm“ (1985) и „Mean Business“ (1986) – след което се разпада по взаимно съгласие на членовете, а Джими Пейдж продължава работа по соловия си проект.

## Солова дискография
- Death Wish II (1982)
- Outrider (1988)
- Coverdale/Page (1993)
- Live at the Greek (2000)
- Rock and Roll Highway (2000)